# Reniscymnus
Reniscymnus – rodzaj chrząszczy z rodziny biedronkowatych i podrodziny Coccinellinae. Obejmuje dwa opisane gatunki.

## Morfologia

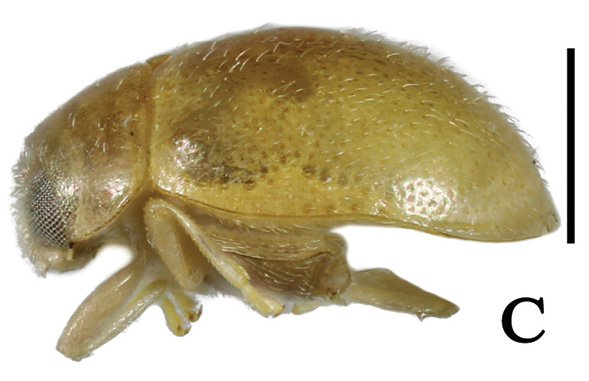
Reniscymnus explanatus, widok boczny; skala 0,5 mm

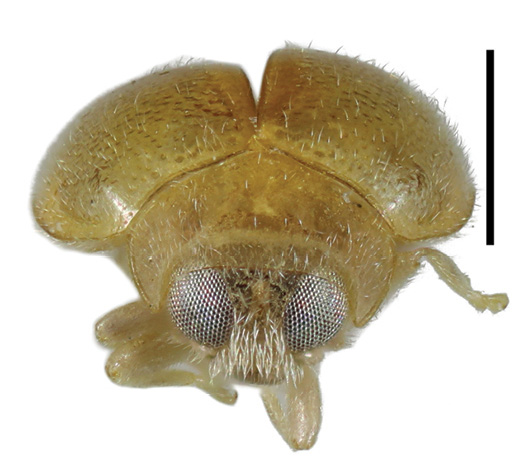
Reniscymnus explanatus, widok przedni; skala 0,5 mm

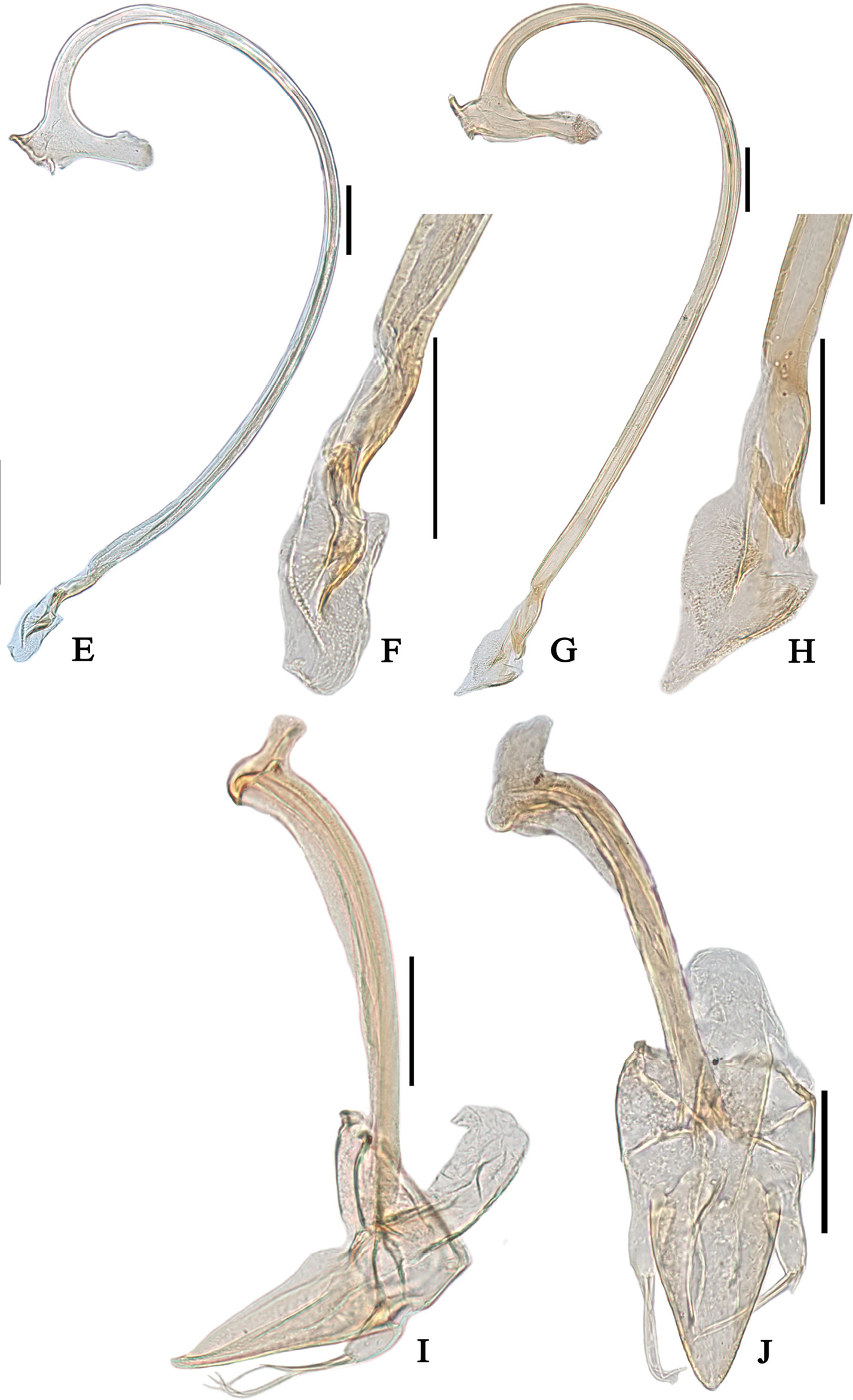
Genitalia R. cordatus. E i G: prącie, H: wierzchołek prącia, I: tegmen w widoku bocznym, J: tegmen w widoku wewnętrznym; skala 0,1 mm

Chrząszcze o podługowato-owalnym, z wierzchu umiarkowanie wysklepionym ciele długości od 1,4 do 1,7 mm i szerokości od 1,1 do 1,3 mm. W ich ubarwieniu dominują żółcienie. Grzbietową stronę ciała porastają krótkie, jednorodne szczecinki.
Poprzeczna głowa odznacza się dość wąskim, węższym od oka czołem, krótkim i po bokach rozpłaszczonym nadustkiem o lekko wypukłym brzegu przednim oraz odsłoniętą wargą górną. Dużych, zaokrąglonych oczu nie dzielą występy policzków. Krótkie, ośmioczłonowe czułki cechują się wyraźnie nabrzmiałymi trzonkiem i nóżką oraz tworzącymi wrzecionowatą, rozdętą buławkę członami od piątego do ostatniego. Każda żuwaczka ma dwa ząbki wierzchołkowe i dobrze wykształcony ząb molarny. Głaszczki szczękowe budują cztery człony, z których ostatni jest lekko ku nieco ukośnie ściętemu szczytowi zwężony. Warga dolna ma bródkę o zwężonej nasadzie, równoległych bokach w nasadowej ⅓, rozszerzonej części wierzchołkowej i lekko łukowatym brzegu przednim, a głaszczki wargowe o członie ostatnim niemal dorównującym długością przedostatniemu.
Poprzeczne przedplecze ma zaokrąglone i wystające przednie kąty. Drobnych rozmiarów tarczkę cechuje trójkątny kształt. Pokrywy dysponują dobrze zaznaczonymi guzami barkowymi, ostro zaokrąglonymi kątami wierzchołkowymi i niepełnymi epipleurami sięgającymi do tylnej krawędzi pierwszego z widocznych sternitów odwłoka. Przedpiersie ma szeroki, prawie kwadratowy wyrostek międzybiodrowy z szeroko rozstawionymi i lekko ku przodowi zbieżnymi żeberkami osiągającymi przednią jego krawędź. Przedni brzeg śródpiersia jest ścięty. Lekko sklepione zapiersie ma szeroko pośrodku rozstawione, okrągławo zakrzywione i pełne po bokach linie udowe. Krótkie odnóża mają szerokie i kątowo wystające krętarze, o połowę od ud krótsze i pozbawione ostróg golenie oraz trójczłonowe, zwieńczone pazurkami o ostrych ząbkach nasadowych stopy.
Pierwszy z widocznych sternitów odwłoka jest wyraźnie dłuższy niż następny, ma poprzeczny wyrostek międzybiodrowy i niepełne, silnie ku przedniej krawędzi zakrzywione linie udowe. Samcze genitalia mają dość krótkie paramery z nielicznymi, długimi szczecinkami, tęgi, prawie stożkowaty, na szczycie zaostrzony płat środkowy i długie prącie o szczycie przekształconym w błoniaste przydatki. Genitalia samicy charakteryzują się skróconymi gonokoksytami bez gonostylików i krótką, wygiętą spermateką.

## Rozprzestrzenienie
Rodzaj orientalny, znany z Laosu oraz z Junnanu, Kuangsi, Guangdongu i Hajnanu w południowych Chinach.

## Taksonomia
Takson ten obejmuje dwa opisane gatunki:
- Reniscymnus cordatus Peng et Chen, 2025
- Reniscymnus explanatus Peng et Chen, 2025

Rodzaj i oba jego gatunki opisane zostały w 2025 roku przez Peng Fenga i Chen Xiaoshenga na łamach „ZooKeys” w publikacji współautorstwa Tang Mingjie i Wang Xingmina. Nazwę rodzajową nadano na cześć chińskiego entomologa, Ren Shunxianga.